# ウィリアム・グリッグス
ウィリアム・グリッグス（英: William Griggs）は、マサチューセッツ、セイラム・ヴィレッジの医師。彼はセイラム魔女裁判の時に、悪魔に取り憑かれているとセイラムの村人を診断した医師として最もよく知られている。グリッグスは彼女らの魔術がどれほど「大きな」ものかを診断する役割を担当していた。 彼はそれから、被疑者を裁判にかけ、しばしば有罪とし、処刑した。 グリッグスは、「苦しんでいる」少女は「イーブルの手の下にある」（おそらくデビルを指している）と主張した。